# Richard Henderson
Pour les articles homonymes, voir Henderson.
 (octobre 2017).
Si vous disposez d'ouvrages ou d'articles de référence ou si vous connaissez des sites web de qualité traitant du thème abordé ici, merci de compléter l'article en donnant les références utiles à sa vérifiabilité et en les liant à la section « Notes et références ».
Richard Henderson, né le 19 juillet 1945 en Écosse, est un chimiste et universitaire britannique.

## Biographie
Il entreprend ses études supérieures à l'université d'Édimbourg et obtient un doctorat à l'université de Cambridge. Il fait un post-doctorat à l'université Yale.
Il travaille à l'université de Cambridge à partir de 1973. Ses travaux en cryo-microscopie électronique lui valent le prix Nobel de chimie en 2017, qu'il partage avec Jacques Dubochet et Joachim Frank.